# Festuca halleri
Festuca halleri är en gräsart som beskrevs av Carlo Allioni. Festuca halleri ingår i släktet svinglar, och familjen gräs. Inga underarter finns listade i Catalogue of Life.

## Bildgalleri

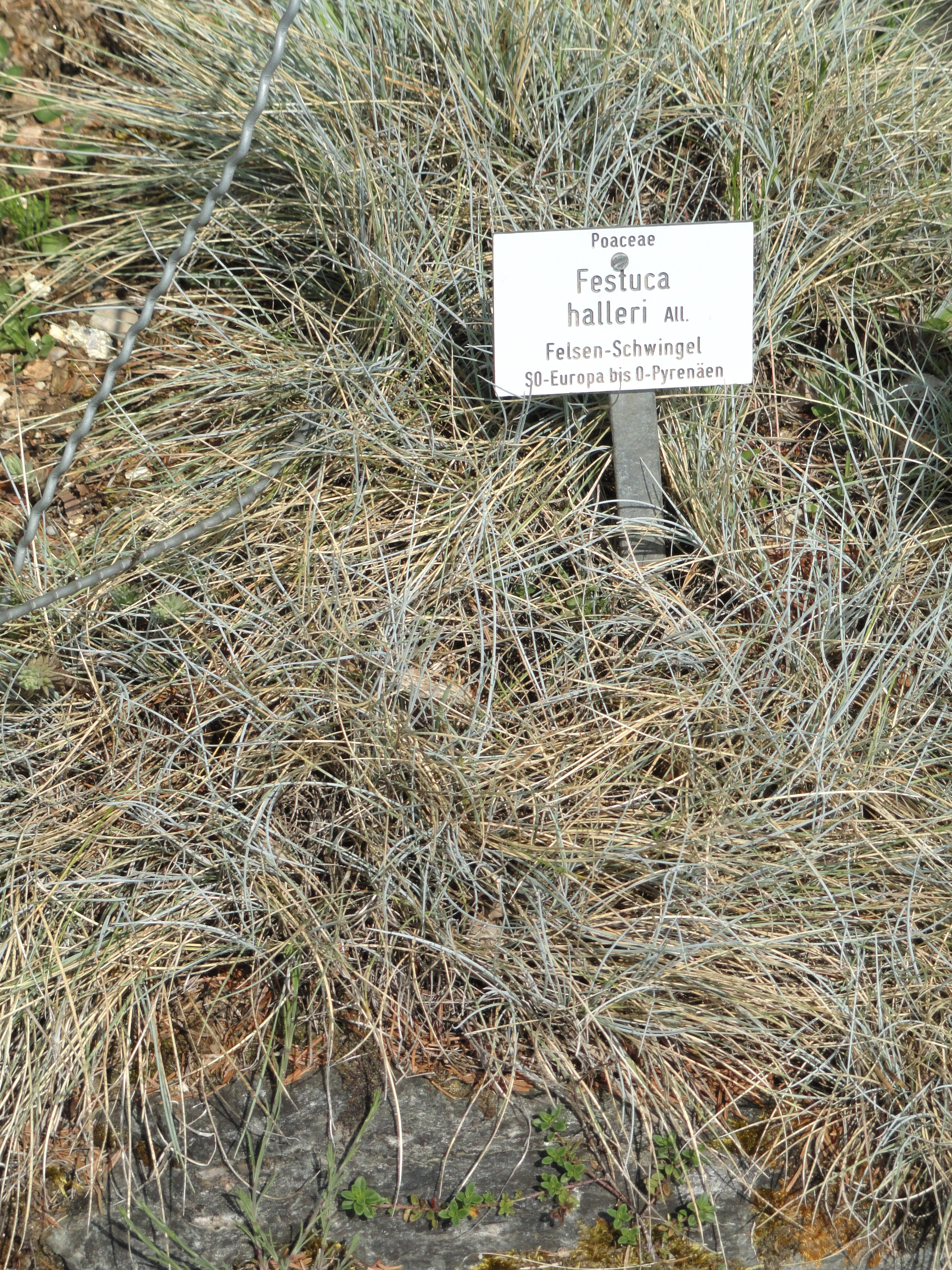